# 소화기내과
소화기내과(消化器內科, 영어: gastroenterology)는 식도, 위, 소장, 대장을 비롯하여 간, 담도 및 췌장 등의 광범위한 소화기 질환환자를 진단하고 치료한다.

## 진료분야
간, 식도, 위, 소장, 대장, 췌장, 담낭, 담도, 소화기암, 복통, 소화불량, 황달 등

## 검사 및 시술
- 진단내시경 : 상부 (위내시경)및 하부(대장내시경 및 에스상결장경) 위장관내시경, 초음파내시경, 췌담도내시경 검사[1][2]등을 시행한다.
- 치료내시경 : 내시경 검사의 기구와 술기의 발달로 개복수술을 하지 않고 간편하게 내시경을 이용해서 수술과 같은 치료효과를 얻는다. 용종 절제술, 조기암 절제술, 이물제거술, 위장관 확장술, 소화관암의 인공관 삽관술, 내시경적 담도 배액술, 담석 제거술, 지혈술, 내시경적 정맥류 경화요법이나 결찰술 등을 시행한다.
- 소화관 운동기능 검사 : 식도내압검사와 24시간 식도산도검사, 위산역류검사, 항문직장 내압검사 등을 시행한다.

## 같이 보기
- 위장병학